# Robert Helenius
Robert Helenius est un boxeur finlandais né le 2 janvier 1984 à Stockholm.

## Carrière
Médaillé d'argent aux championnats d'Europe de boxe amateur à Plovdiv en 2006 dans la catégorie super-lourds, il passe professionnel en mai 2008. Après 10 victoires, il rencontre en janvier 2010 l'ancien champion du monde poids lourds Américain Lamon Brewster et gagne par KO au 8e round. 
En août 2010, Robert remporte par KO au 6e round le titre de champion de l'union européenne contre Grégory Tony, ancien champion de France invaincu. En avril 2011, il bat par KO au 9e round l'ancien champion du monde nigérian Samuel Peter pour les ceintures intercontinentales WBA et WBO. Le 27 août 2011, il conserve ses ceintures en battant également par KO à la 9e reprise un autre ancien champion du monde, Sergueï Lyakhovich. Le 3 décembre 2011, il remporte également la ceinture vacante de champion d'Europe EBU en étant déclaré vainqueur par décision partagée de son combat contre l'ancien champion de Grande-Bretagne Dereck Chisora.
Le 10 novembre 2012, il s'impose aux points en 10 rounds contre Sherman Williams puis bat Michael Sprott en 2013. Absent ensuite des rings pendant deux ans, Helenius revient au premier plan en remportant une seconde fois le titre de champion d'Europe après sa victoire aux points contre Franz Rill le 19 décembre 2015.
Le 2 avril 2016 pourtant, il connait la première défaite de sa carrière en étant mis KO au 6e round par le français Johann Duhaupas. Après 3 nouveaux succès, il est à nouveau battu aux points le 28 octobre 2017 par Dillian Whyte.

## Titres professionnels boxe anglaise

### Titres régionaux/internationaux
- Champion poids lourds WBA Gold World (depuis 2020)
- Champion poids lourds IBF Inter-Continental (2018-2020)
- Champion du monde poids lourds WBC Silver (2017)
- Champion poids lourds IBF International (2015)
- Champion d'Europe poids lourds EBU (2011, 2015)
- Champion poids lourds WBA Inter-Continental (2011-2012)
- Champion poids lourds WBO Inter-Continental (2010-2011)
- Champion de l'union européenne poids lourds EBU-EU (2010)